# Copa Uruguay
A Copa Uruguay (oficialmente Copa AUF Uruguay) é um torneio eliminatório de futebol masculino organizado pela Asociación Uruguaya de Fútbol (AUF). Desde 2022, é disputada por equipes de todas as divisões do futebol uruguaio, além de clubes da Organización del Fútbol del Interior. A competição começa em junho, com o vencedor da taça se classificando para a Supercopa Uruguaya do ano seguinte.

## História
Historicamente, o futebol uruguaio nunca teve um torneio de copa nacional, além de uma competição chamada "Torneo de Copa", que aconteceu apenas em 1969.[carece de fontes?] Em 2018, as equipes começaram a se mobilizar em favor da criação de uma copa nacional, mas nada aconteceu.
Em 20 de abril de 2022, a Asociación Uruguaya de Fútbol anunciou a criação da Copa AUF Uruguay, sendo aprovada por vários clubes envolvidos. A primeira edição da competição, que foi disputada de 22 de junho a 13 de novembro de 2022, foi vencida pelo Defensor Sporting que derrotou o La Luz na final.

## Campeões

### Por clubes
| Clube                  | Títulos               | Vices    | Semifinais      | Total Finais | Total Semifinais |
| ---------------------- | --------------------- | -------- | --------------- | ------------ | ---------------- |
| Defensor Sporting      | 3 (2022, 2023 e 2024) | 0        | 0               | 3            | 3                |
| Montevideo City Torque | 0                     | 1 (2023) | 1 (2024)        | 1            | 2                |
| La Luz                 | 0                     | 1 (2022) | 0               | 1            | 1                |
| Nacional               | 0                     | 1 (2024) | 0               | 1            | 1                |
| Peñarol                | 0                     | 0        | 2 (2022 e 2023) | 0            | 2                |
| Progreso               | 0                     | 0        | 1 (2022)        | 0            | 1                |
| River Plate            | 0                     | 0        | 1 (2023)        | 0            | 1                |
| Boston River           | 0                     | 0        | 1 (2024)        | 0            | 1                |